# Selinum sium
Selinum sium är en flockblommig växtart som beskrevs av Ernst Hans Ludwig Krause. Selinum sium ingår i släktet krusfrön, och familjen flockblommiga växter. Inga underarter finns listade i Catalogue of Life.